# Pagode Shwesandaw (Bagan)
Pour les articles homonymes, voir Pagode Shwesandaw.

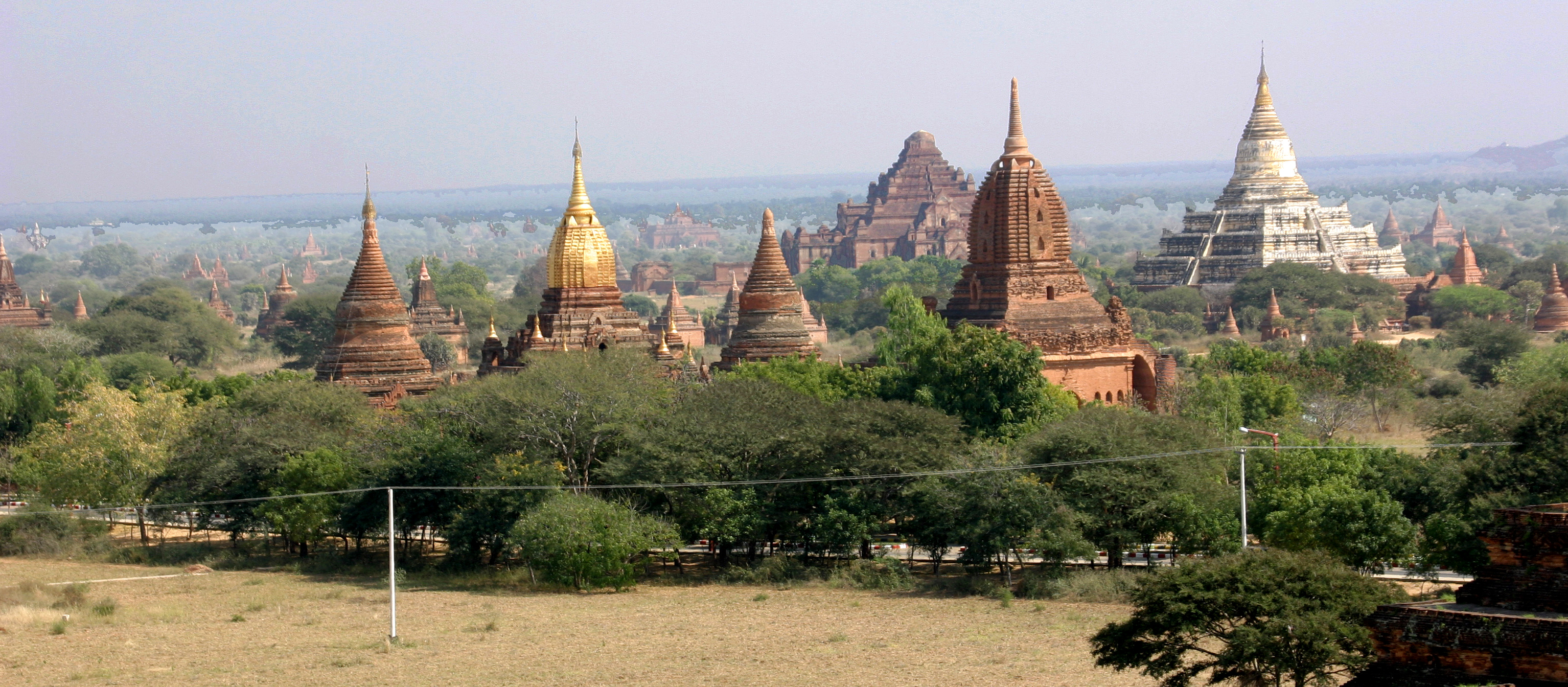
La pagode Shwesandaw (blanche, à droite) en 2006 ;
à l'arrière plan le Dhammayangyi.

La Pagode Shwesandaw (ရွှေဆံတော်ဘုရား, littéralement : Temple d'Or des Cheveux) est un stûpa de Bagan, en Birmanie (République de l'Union du Myanmar).
La Pagode Shwesandaw fut construite par le roi Anawrahta en 1057-1058, pour abriter les cheveux de Bouddha « offerts » par les Môns de Pégou après sa victoire sur une autre de leurs capitales, Thaton. Les architectes et une partie de la main d'œuvre étaient des môns déportés de Thaton, et ils ont adopté le style architectural môn, avec un corps central (anda) en forme de cloche, comme pour la pagode Shwezigon (bâtie en 1059 pour abriter une dent).
L'anda de base octogonale repose sur cinq terrasses carrées (au lieu de deux à l'accoutumée). La pointe, couronnée d'une ombrelle ornée de joyaux (hti), est une réfection moderne.